# Dwight Pezzarossi
Dwight Anthony Pezzarossi (Guatemala-Stad, 4 september 1979) is een Guatemalteekse profvoetballer. Hij speelt als centrale middenvelder/aanvaller bij APOP Kinyras Peyias FC en het Guatemalteeks nationaal elftal. Pezzarossi heeft als bijnaam El Tanque (De Tank).
Pezzarossi speelde in eigen land bij topclub Comunicaciones. Vervolgens speelt hij bij het Chileense CD Palestino en het Argentijnse Argentinos Juniors. In 2002 vertrok Pezzarossi naar Racing de Ferrol uit de Spaanse Segunda División A. Na een mislukte periode bij het Engelse Bolton Wanderers in 2004 keerde hij terug naar Racing de Ferrol totdat de aanvaller in 2006 gecontracteerd werd door CD Numancia. Sinds 2010 speelt hij in Cyprus voor APOP Kinyras Peyias.